# Liebeskummer lohnt sich nicht
Liebeskummer lohnt sich nicht ist ein 1964 von Christian Bruhn und Georg Buschor geschriebener Schlager, der in der von Siw Malmkvist gesungenen Version ein Nummer-eins-Hit in Deutschland wurde und sich sechs Monate in den Singlecharts hielt. Die Single verkaufte sich über eine Million Mal.
Der Titel wurde zunächst mit einem technischen Fehler veröffentlicht; so liefen die ersten 25 Sekunden in Mono, sodann erfolgte hörbar die Umschaltung nach Stereo. Erst 1999 veröffentlichte Bear Family Records die "Vollstereofassung".
Das Lied wurde oft gecovert, so von Frank Zander, Nina Hagen, Bürger Lars Dietrich, Helga Brauer, Vanessa Neigert und Jürgen Drews.